# August Wiebker
August Wilhelm Wiebker (* 7. Februar 1804 in Jarmen; † 26. März 1849 in Frankfurt am Main) war ein deutscher Jurist und Mitglied der Frankfurter Nationalversammlung.
Wiebker wurde 1804 als Sohn eines Kaufmanns in Jarmen geboren. Er studierte an der Universität Greifswald, der Universität Berlin und der Universität Heidelberg Jura. Nach dem Abschluss des Studiums war er ab 1832 in Ückermünde als Justizamtmann tätig, ab 1842 als Landgerichtsrat und ab 1844 als Landgerichtsdirektor.
Er wurde für den 12. Wahlkreis der Provinz Pommern (Anklam) in die Nationalversammlung gewählt, der er vom 18. Mai 1848 bis zu seinem Tod am 26. März 1849 angehörte. Wiebker gehörte keiner Fraktion an, stimmte aber mit dem Rechten Centrum. August Wiebker starb während der 182. Sitzung der Nationalversammlung im Plenarsaal an Herzversagen. Als Redner trat er nicht hervor und arbeitete auch in keinen Ausschüssen mit.